# قرش كلبي
القروش الكلبية أو قروش ثلاثية التدبيب "Triakidae" (بالإنجليزية: Hound shark)‏ هي فصيلة من القروش الأرضية، التي تتكون من 9 أجناس، يندرج تحتها ما يقارب من 40 نوعاً.

## المواصفات العامة
القروش الكلبية صغيرة أو متوسطة في الحجم، بحيث يصل أقصى طول لها 200 سم تقريباً، وتعتبر فصيلة غير مؤذية بشكل عام. لهذه القروش 5 فتحات خيشومية، خطم مستدق، وزعنفتان ظهريتان كبيرتان نسبياً، بينما تكون الزعنفة الشرجية صغيرة في الحجم. كذلك، لها عينان بيضاويان وفم طويل ومقوس.

## السلوكيات
يتراوح نطاق انتشار أعضاء هذه الفصيلة من السواحل الضحلة إلى أعماق كبيرة قد تصل إلى 2000 م، لكنها تتواجد بالقرب من القاع بشكل عام، وتعيش في المياه المعتدلة أو الاستوائية. معظم القروش الكلبية تنشط ليلاً، وتتغذى بشكل أساسي على القشريات، الأسماك الصغيرة، والرخويات الرأسية القدم في الطبقات القاعية أو المتوسطة من البحار.

## أصل التسمية
"Triakidae" ذات أصل إغريقي، بمعنى ثلاثي التدبيب.